# Andrzej Pawlak (elektrotechnik)
Andrzej Marian Pawlak (ur. 1947 w Popowie) – polski inżynier elektrotechnik, profesor nauk technicznych, konstruktor i wynalazca, specjalizujący się w mechatronice, urządzeniach elektromechanicznych i elektromagnetycznych w motoryzacji, komercjalizacji technologii oraz własności intelektualnej. Wykładał m.in. na Stanford University oraz Uniwersytecie Kalifornijskim w Berkeley. Pracował w centrach badawczych koncernów motoryzacyjnych: Hitachi oraz General Motors i Delphi.

## Życiorys
Do szkoły podstawowej uczęszczał w Pęczniewie. I Liceum Ogólnokształcące im. Adama Asnyka w Kaliszu ukończył w 1965. Studiował na Wydziale Elektrycznym Politechniki Poznańskiej (dyplom w 1971), gdzie tuż po obronie pracy dyplomowej został zatrudniony w Zakładzie Maszyn Elektrycznych. W latach 1973–1978 pracował jako konstruktor w Fabryce Silników Elektrycznych Małej Mocy SILMA w Sosnowcu. W międzyczasie na Politechnice Warszawskiej ukończył (1975) studium z elektromechanicznego przetwarzania energii. Stopień doktorski z elektrotechniki zdobył (1981) na Politechnice Śląskiej w Gliwicach na podstawie pracy pt. Wpływ kształtu poła wzbudzenia na parametry silnika prądu stałego małej mocy o magnesach trwałych (promotorem był prof. Tadeusz Glinka). Zaraz po doktoracie wyjechał do Stanów Zjednoczonych.
W USA rozpoczął pracę w ośrodku badawczym koncernu General Motors w Warren (Michigan) na przedmieściach Detroit. Specjalizował się w takich zagadnieniach jak: silniki krokowe, czujniki magnetyczne, siłowniki obrotowe i szybko działające cewki. W sumie w centrach badawczych General Motors oraz Delphi pracował przez 28 lat.
Autor i współautor ponad 100 patentów, dotyczących m.in. systemu ABS, elektronicznie sterowanej zastawki serca, elektromagnetycznej pompy serca oraz ulepszeń w silnikach samochodowych koncernu General Motors. Członek Institute of Electrical and Electronics Engineers. Profesor wizytujący Politechniki Białostockiej.
Jest autorem podręcznika Sensors and Actuators in Mechatronics: Design and Applications (wyd. CRC Press 2006, ISBN 978-0849390135) używanego na wielu uczelniach, m.in. w Chinach.

## Nagrody i wyróżnienia
Pracując w centrum badawczym General Motors 4-krotnie otrzymał nagrodę im. Karola Ketteringa (ang. Boss Kettering Award) m.in. w 1995 za opracowanie systemu wspomagania kierownicy z siłą wspomagania zależną od prędkości samochodu. W 1996 otrzymał od amerykańskiego przemysłowego instytutu badawczego Industrial Research Institute, Inc. nagrodę Achievement Award (Researcher of the Year).